# Основная программа аэропорта

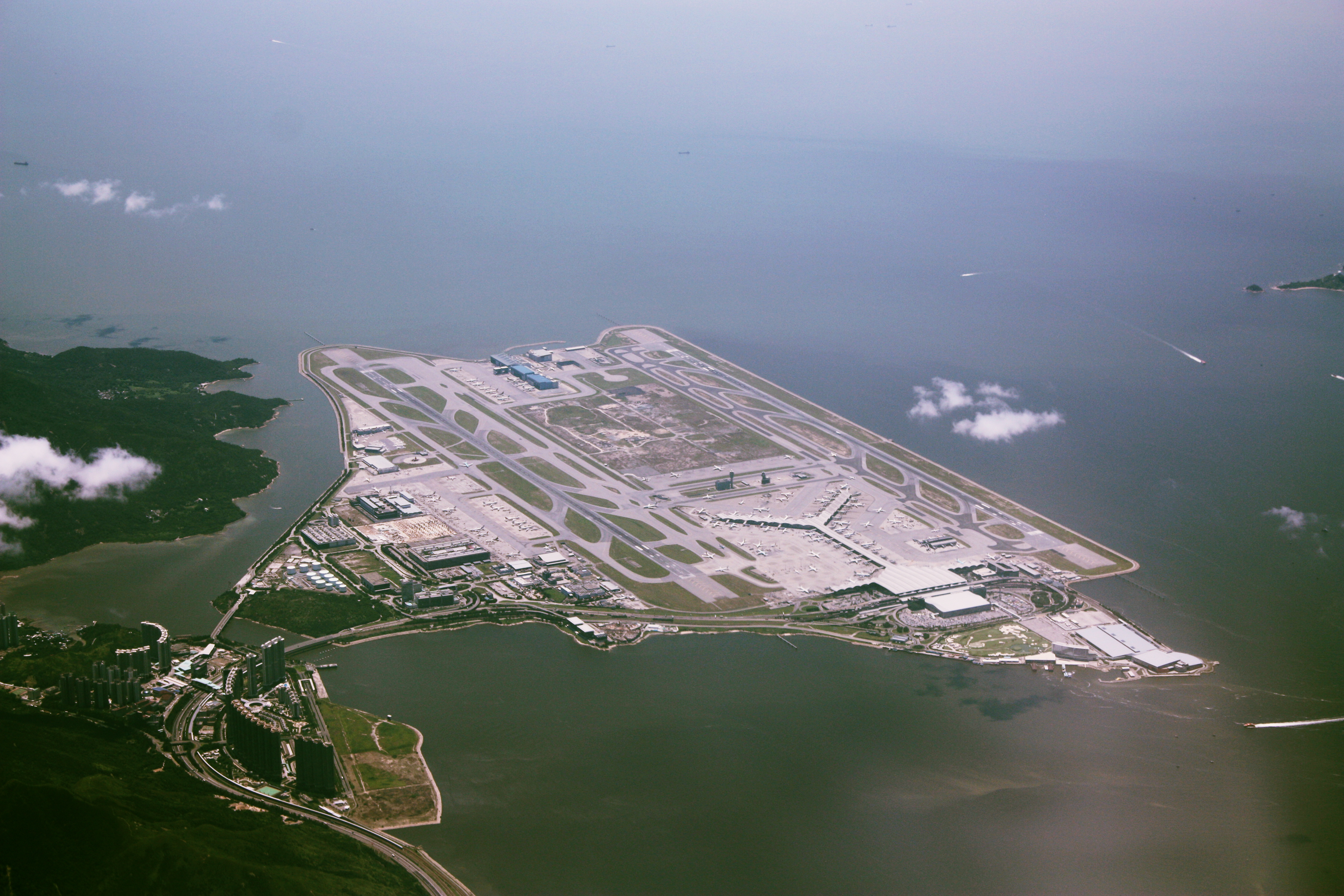
Гонконгский международный аэропорт

Основная программа аэропорта (Airport Core Programme, 香港機場核心計劃) — серия инфраструктурных проектов, реализованных в 1990-х годах в связи с постройкой нового Гонконгского международного аэропорта. Программа была частью более масштабной «Стратегии развития порта и аэропорта», также известной как «Проект розария». Строительство объектов «Основной программы аэропорта» началось в 1991 году и продолжалось восемь лет. На момент окончания строительства программа являлась самым дорогим проектом аэропорта в мире и самым масштабным инфраструктурным проектом в Гонконге.
Аэропорт Чхеклапкок являлся главным проектом «Основной программы аэропорта», а строительство транспортной инфраструктуры, которая обеспечила связь аэропорта с центром Гонконга, положило начало девяти других проектов. Реализация всех десяти проектов программы позволила не только кардинально изменить транспортную инфраструктуру Гонконга, но и обеспечила город новыми землями различного назначения (в том числе для жилищного строительства). Восемь проектов были закончены в 1997 году, железная дорога была официально открыта в июне 1998 года, новый аэропорт — в следующем месяце. На церемонии открытия аэропорта Чхеклапкок, которая состоялась 2 июля 1998 года и ознаменовала собой завершение «Основной программы аэропорта», присутствовали председатель КНР Цзян Цзэминь и вице-премьер Госсовета КНР Цянь Цичэнь.

## История

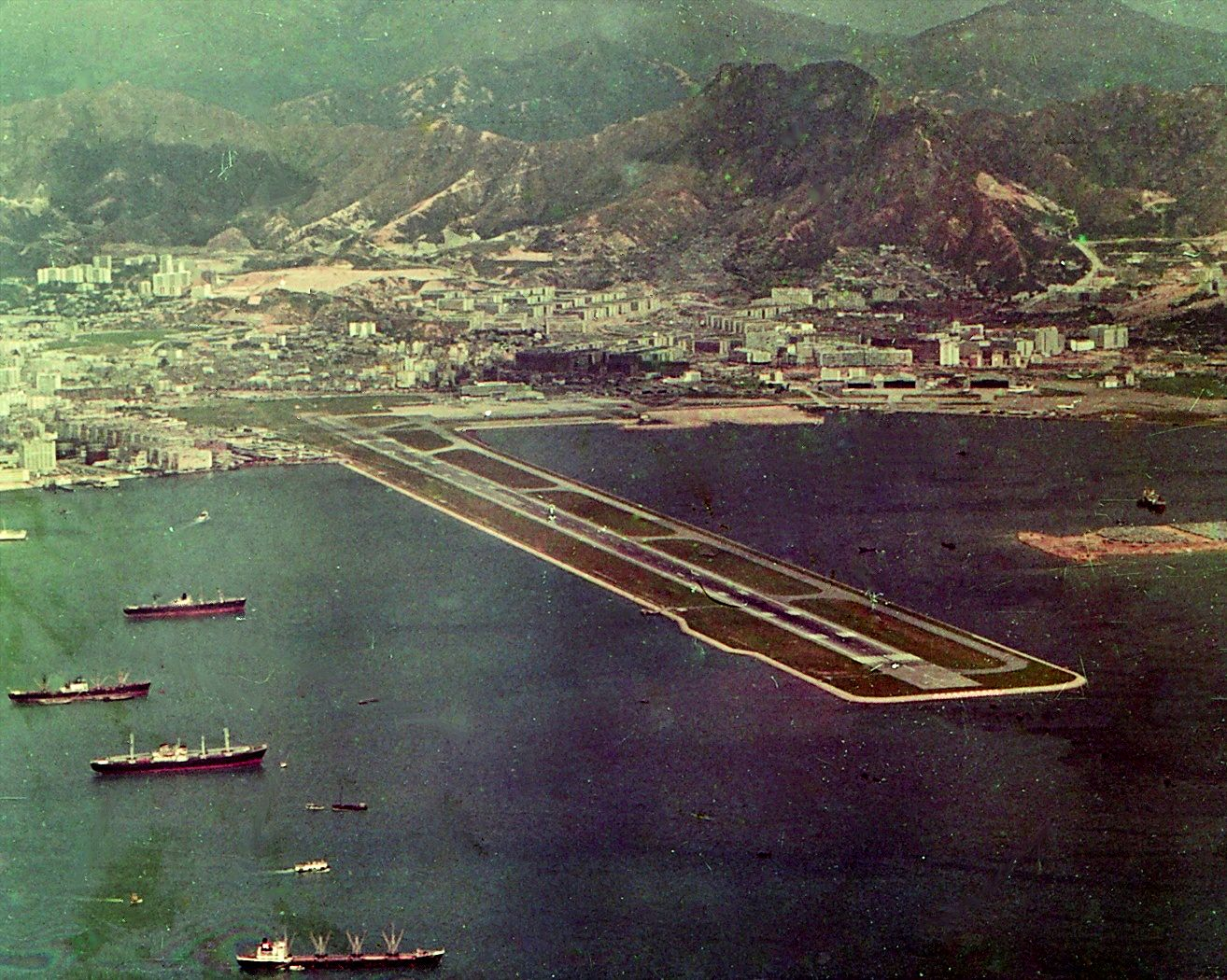
Старый аэропорт Кайтак в начале 1970-х годов

В конце 1970-х — начале 1980-х годов правительству Гонконга стало очевидно, что старый порт и аэропорт Кайтак не поспевают за быстрым ростом грузового и пассажирского трафика в Гонконге. Но на строительство новых объектов инфраструктуры влияло неопределённое положение самой британской колонии накануне подписания китайско-британской декларации. После событий на площади Тяньаньмэнь в 1989 году реализация «Стратегии развития порта и аэропорта» была призвана продемонстрировать перспективы Гонконга после вхождения в состав Китая, а также остановить отток из Гонконга населения и капиталов.
11 октября 1989 года о планах «Стратегии развития порта и аэропорта» объявил губернатор Гонконга Дэвид Уилсон. Утверждённая властями стратегия включала строительство нового аэропорта у побережья острова Лантау, расширение контейнерных терминалов в округе Кхуайчхин, а также строительство разветвлённой сети автомобильных и железных дорог, туннелей и мостов.
Стоимость «Основной программы аэропорта» первоначально была оценена в более чем 200 млрд HKD, однако правительство КНР было обеспокоено давлением таких больших расходов на бюджет Гонконга. После некоторых изменений в проекте его стоимость удалось сократить до 160 млрд HKD (20,6 млрд USD). Формально программа стартовала после подписания в Пекине 3 сентября 1991 года меморандума между британским премьер-министром Джоном Мейджором и премьером Госсовета Китая Ли Пэном. Датой окончания программы считается 6 июля 1998 года, когда в новом аэропорту Чхеклапкок начались коммерческие полёты (накануне ночью произошло заключительное «переселение» специалистов и оборудования из Кайтака, начавшееся в мае 1998 года).

## Структура программы

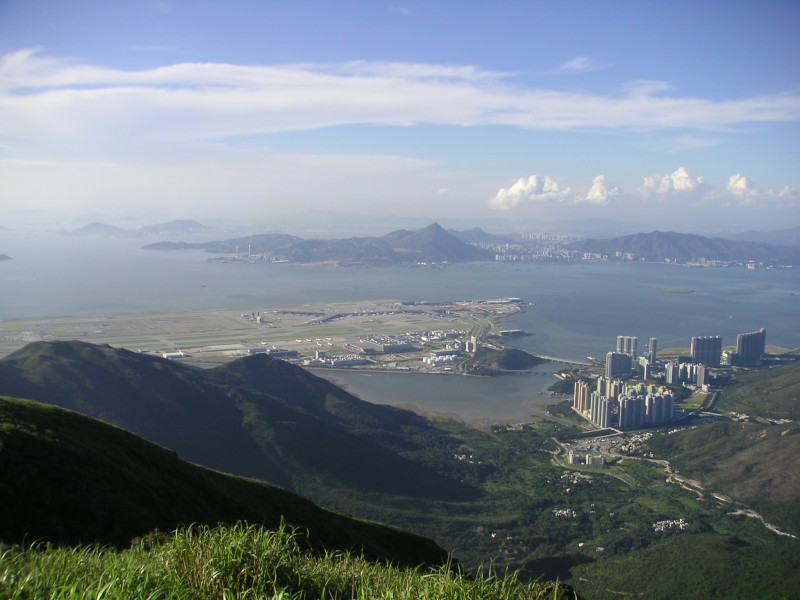
Вид на аэропорт и Тунчхун

34-километровый транспортный коридор, созданный в рамках «Основной программы аэропорта», связывает Центральный район на острове Гонконг с международным аэропортом и большим жилым районом Тунчхун, основанным на северном побережье острова Лантау.
Коридор берёт своё начало в районе Сайвань, пересекает бухту Виктория по туннелю Вестерн-харбор-кроссинг, проходит через отвоёванные у моря земли района Западный Коулун и мосты, связывающие материк с островами Чхинъи и Лантау, по шоссе вдоль северного побережья Лантау через город Тунчхун на остров Чхеклапкок. Железная дорога проложена по тому же маршруту, а на мостах, связывающих материк с Лантау, она проходит по нижнему ярусу. Из 34 км транспортного коридора 20 км пролегают по отвоёванным у моря землям, 8 км — в подводных и подземных туннелях и 6 км — по мостам, виадукам и эстакадам.
Семь проектов, включая расширение земель, строительство шоссе, мостов, виадуков, туннелей и нового района Тунчхун, финансировались и строились правительством напрямую. Правительственное агентство Airport Authority Hong Kong отвечало за развитие нового аэропорта, правительственная MTR Corporation строила железнодорожную линию, а частная Western Harbour Tunnel Company прокладывала туннель через бухту Виктория.
Из 155 млрд HKD, потраченных на реализацию «Основной программы аэропорта», на правительственные расходы пришлось 111 млрд HKD (более 2/3 всей суммы). Основная часть средств была выделена в форме прямого финансирования работ, остальные — в форме инвестиций в акции Airport Authority Hong Kong и MTR Corporation. Частные инвестиции были сосредоточены на туннеле Вестерн-харбор-кроссинг, а также на подрядных работах и услугах в аэропорту и на железной дороге (обработка грузов в аэропорту, поставки авиационного топлива, кейтеринг и техническое обслуживание самолётов, девелопмент недвижимости рядом со станциями и на расширенных землях).
Из общей суммы расходов 70,2 млрд HKD было потрачено на аэропорт, 34 млрд HKD — на железную дорогу, 6,5 млрд HKD — на Вестерн-харбор-кроссинг и 44,6 млрд HKD — на другие правительственные общественные работы. После формального окончания «Основной программы аэропорта» дополнительные 4,9 млрд HKD были направлены на завершение второй взлётно-посадочной полосы и сопутствующей инфраструктуры (авиадиспетчерских, метеорологических и других правительственных объектов).
За внедрением проектов наблюдал Координационный офис правительственных проектов нового аэропорта (Government's New Airport Projects Co-ordination Office или NAPCO), подчинявшийся Бюро работ (Works Bureau) и Координационному комитету развития аэропорта (Airport Development Steering Committee). NAPCO координировал все инженерные и строительные работы, управлял финансовыми расходами, следил за качеством работ и материалов.

## Гонконгский международный аэропорт

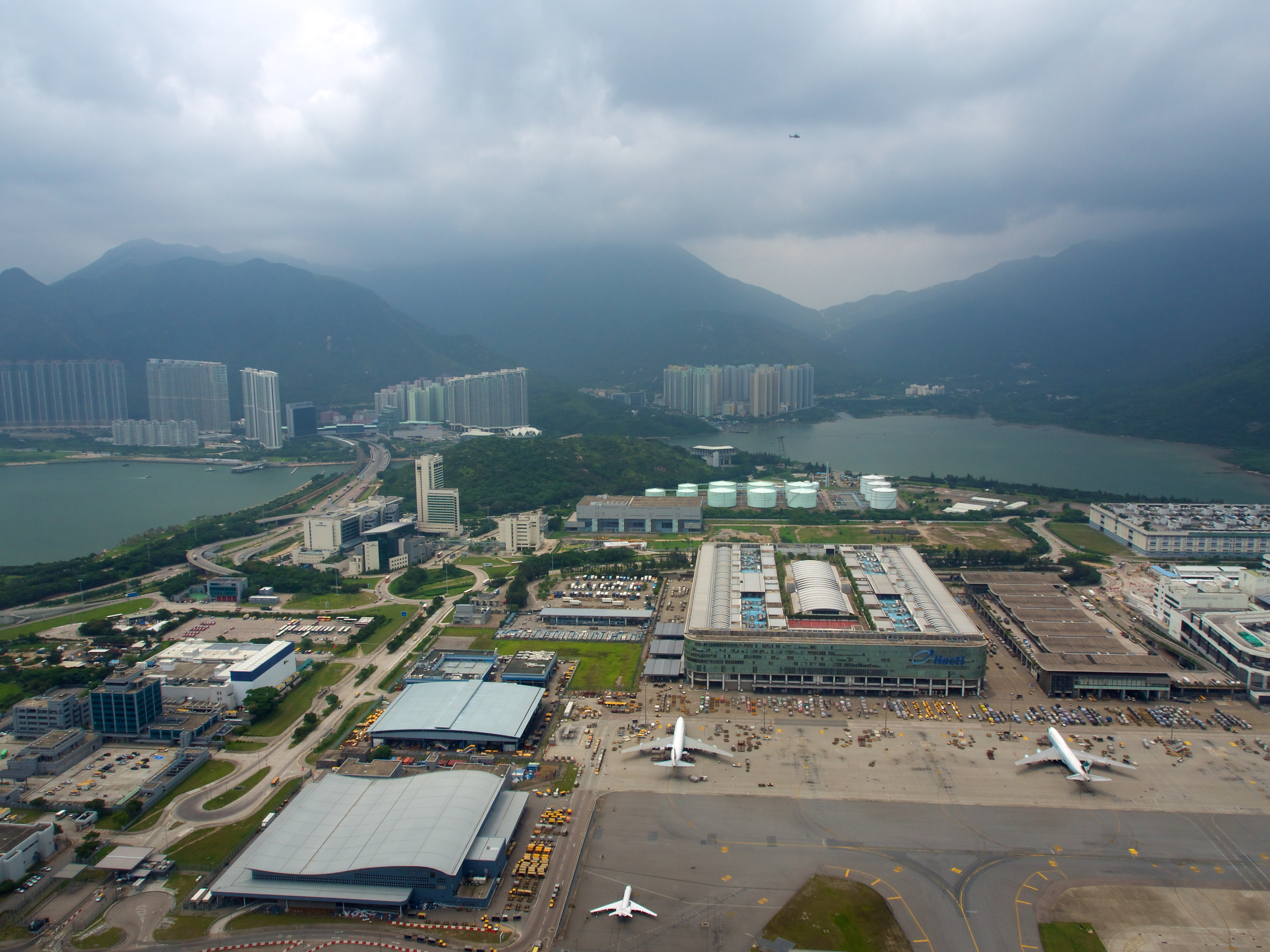
Аэропорт

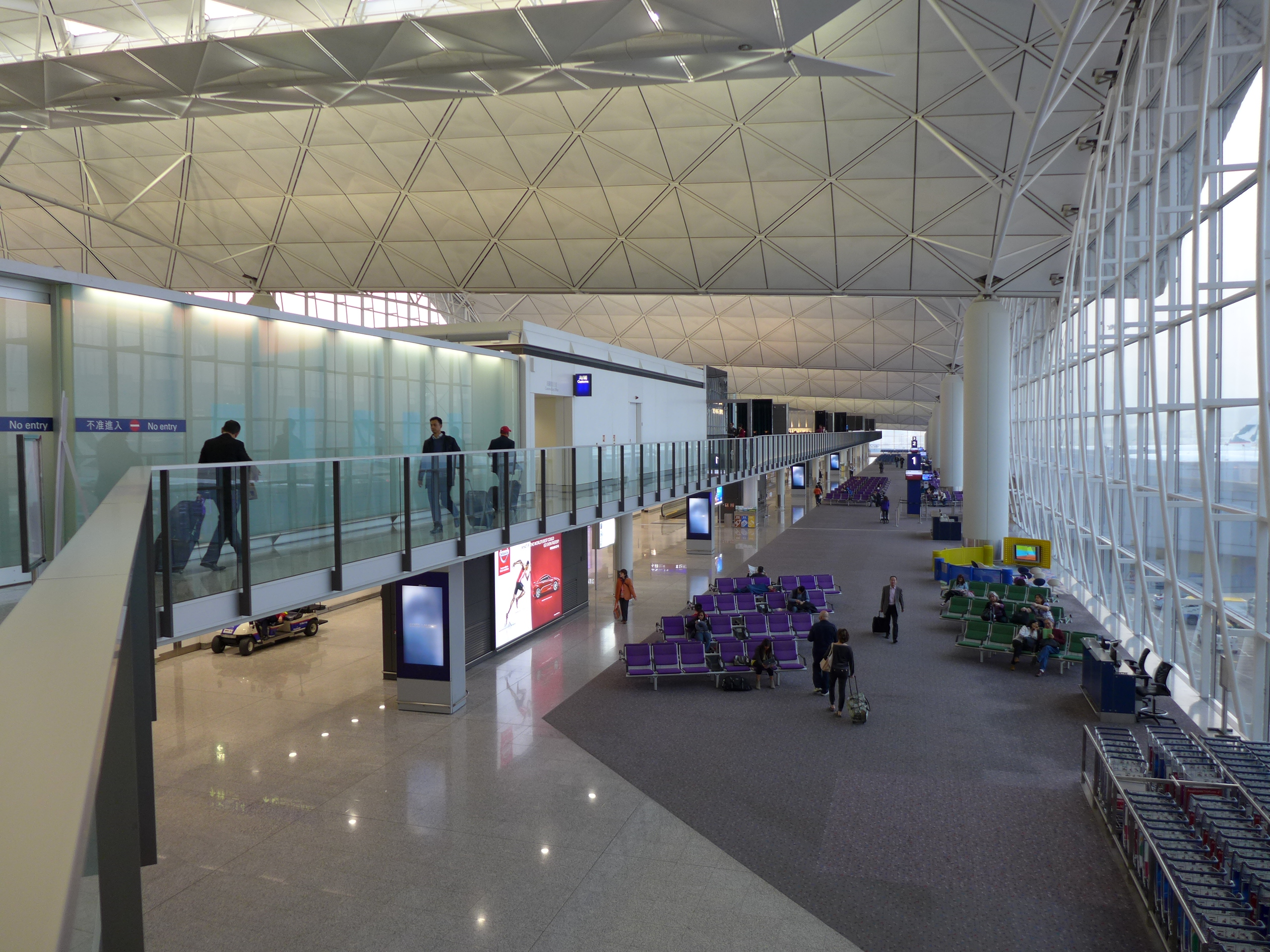
Терминал № 1

Гонконгский международный аэропорт Чхеклапкок открылся в июле 1998 года. Он был построен на месте двух небольших островков Чхеклапкок и Ламчау, расположенных у северного побережья Лантау. Холмистые островки были выровнены, а пролив между ними — засыпан (общая площадь получившейся платформы, включая земли, отвоёванные у моря методом намывания, составила 1 248 гектаров).
На момент открытия новый аэропорт имел одну взлётно-посадочную полосу длиной 3 800 метров (вторая полоса открылась к концу года). Чхеклапкок не имел ограничений на ночные полёты, как старый Кайтак, его ежегодная пропускная способность составляла 35 млн пассажиров и 3 млн тонн грузов (для сравнения, в 1997 году через Кайтак прошло 28 млн пассажиров и 1,8 млн тонн грузов).
Крупнейшим объектом нового аэропорта был пассажирский терминал площадью 550 тыс. квадратных метров, расположенный между двумя взлётными полосами в северо-восточной части острова (на момент строительства являлся крупнейшим терминалом в мире). Восьмиуровневое здание с большими стеклянными стенами было спроектировано так, чтоб выдержать сильнейшие тайфуны (три верхних уровня предназначены для пассажиров, на остальных расположены станция электричек, технические коммуникации и зона обработки багажа). Главным элементом терминала стала волнистая энергосберегающая крыша. Кроме железнодорожного транспорта терминал имеет удобное сообщение со стоянкой такси и автобусов, а также с причалом для паромов.
С помощью движущихся тротуаров (длиной 2,5 км), эскалаторов и шаттлов пассажиры имеют возможность удобно передвигаться по терминалу и к самолётам, а также могут попасть из центрального зала в соседний торговый центр Hong Kong Sky Mall (на площади 30 тыс. квадратных метров размещаются магазины, рестораны, бары, отделения банков и пункты обмена валют). Со станции Airport Express поезда доставляют пассажиров на остров Гонконг (с двумя промежуточными остановками в Коулуне). На подвальном уровне терминала работают полностью автоматизированные системы транспортировки багажа.

## Железнодорожная связь с аэропортом
Железная дорога (Airport railway), официально открытая в июне 1998 года, обслуживает две линии электропоездов — Аэропорт-Экспресс и Тунчхун (движение по линии Тунчхун началось на следующий день после открытия линии Аэропорт-Экспресс, а на полную мощность пассажирские перевозки стартовали после начала полётов в аэропорту в июле 1998 года). Обе линии начинаются в Центральном районе на станции «Гонконг» и идут по одному полотну, но имеют на промежуточных станциях разные платформы. Конечной станцией линии Аэропорт-Экспресс является «Эйша Уорлд Экспо» на острове Чхеклапкок, а конечной станцией линии Тунчхун — «Тунчхун» на Лантау. Поезда двигаются на скорости до 135 км в час. На линии Аэропорт-Экспресс все места только сидячие, вагоны бизнес-класса, между конечными станциями имеются две промежуточные остановки. На станциях «Гонконг» и «Коулун» пассажиры авиакомпаний, следующие в аэропорт, могут пройти регистрацию и оформить багаж, который доставят непосредственно в самолёт.
На линии Тунчхун, которая связывает жилые районы Лантау с островом Гонконг, между конечными станциями имеются четыре промежуточные остановки. Обе линии между Чхеклапкоком, Лантау, Чхинъи и Коулуном проходят по мостам и эстакадам, а между Коулуном и Гонконгом — по подводному туннелю. Железная дорога стала вторым по важности проектом программы после самого аэропорта.  

## Связь с островом Лантау

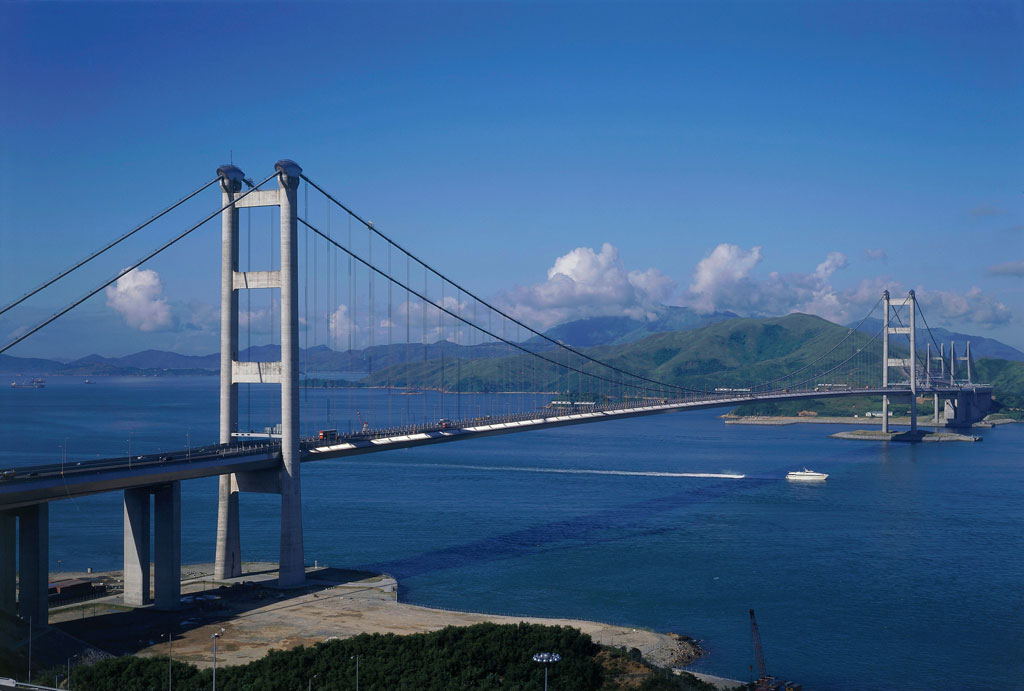
Мост Цинма

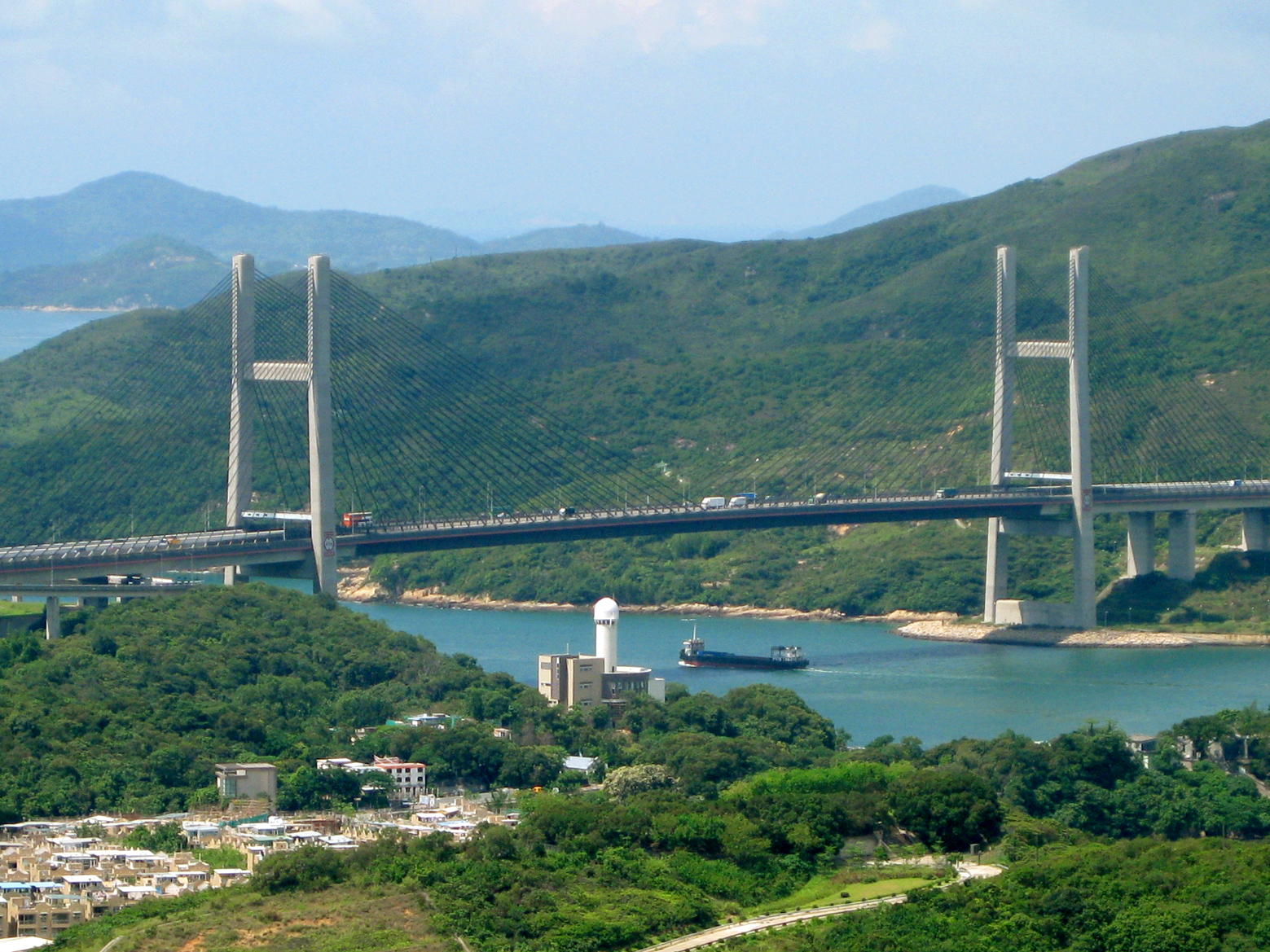
Мост Капсёймунь

Связь между островами Лантау и Чхинъи общей протяжённостью 3,5 км состоит из трёх отдельных элементов: висячего моста Цинма, который соединяет Чхинъи с островком Мавань, виадука Мавань, который пересекает одноимённый островок, и вантового моста Капсёймунь, который соединяет Мавань и Лантау (по этому транспортному коридору проходят автострада № 8 и железная дорога).
Официально проект «Связь Лантау» (Lantau Link) открылся в апреле 1997 года, а движение по нему началось в мае того же года (плата за проезд взимается при выезде с Лантау в сторону Коулуна). Он стал ключевым элементом «Основной программы аэропорта», соединив остров Гонконг с новым аэропортом, а также впервые соединив остров Лантау регулярным наземным сообщением с материком.
По верхнему открытому ярусу транспортного коридора проходят шесть полос для автотранспорта, на защищённом нижнем ярусе расположены два железнодорожных пути и две полосы для служебного автотранспорта, которые предназначены для использования в чрезвычайных ситуациях.
Длина моста Цинма составляет 2,2 км, длина основного пролёта — 1 377 метров (на момент постройки являлся крупнейшим в мире), высота пилонов — 206 метров, диаметр несущего кабеля — 1,1 метр, общая длина проводов в несущем кабеле — 160 тыс. км, под мостом разрешено движение судов высотой 62 метра. На постройку моста Цинма пошло 50 тыс. тонн стали и 500 тыс. кубических метров бетона.
Длина моста Капсёймунь составляет 820 метров, длина основного пролёта — 430 метров (на момент постройки являлся крупнейшим в мире для мостов этого типа), высота пилонов — 150 метров, под мостом разрешено движение судов высотой 47 метров. На постройку моста Капсёймунь пошло 4,8 тыс. тонн стали и 73 тыс. кубических метров бетона. Длина виадука Мавань составляет 503 метра.

## Туннель Вестерн-харбор-кроссинг
Движение по туннелю Вестерн-харбор-кроссинг открылось в апреле 1997 года. Он связывает остров Гонконг (район Сайвань) и полуостров Коулун (район Западный Коулун). Это последний из трёх автомобильных туннелей, пересёкших бухту Виктория. Вестерн-харбор-кроссинг имеет шесть автомобильных полос с общей пропускной способностью 180 тыс. транспортных средств в день. Проект туннеля был реализован частной компанией в соответствии с 30-летним соглашением между инвестором и правительством.
Общая длина туннеля Вестерн-харбор-кроссинг составляет 2 км, длина подводной части — 1,3 км, туннель состоит из 12 бетонных труб общим весом 35 тыс. тонн, соединённых между собой на дне бухты.

## Автомагистраль на Северном Лантау

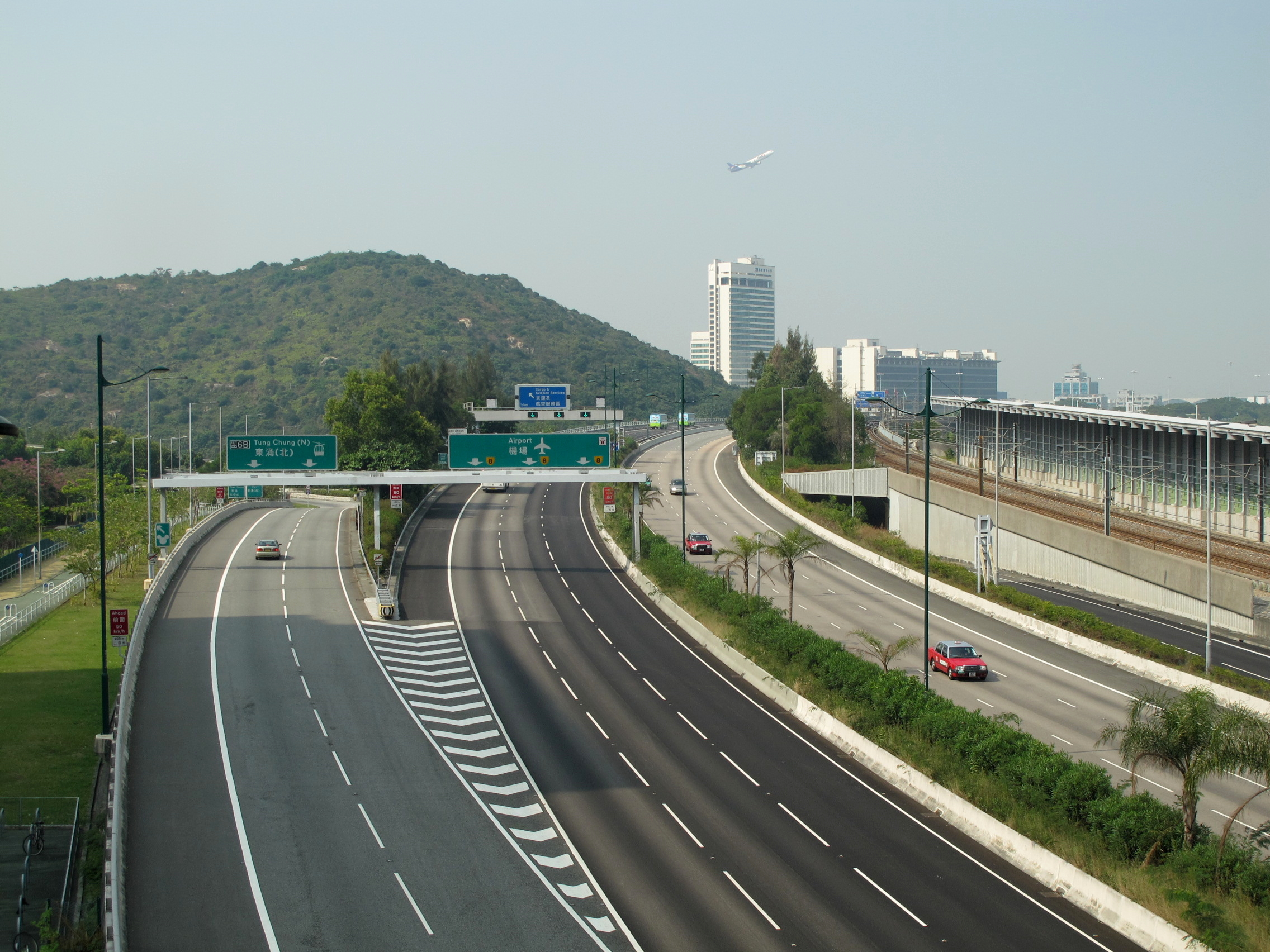
Автомагистраль Северного Лантау

Автомагистраль Северного Лантау (North Lantau Expressway) соединяет мост Капсёймунь с аэропортом. Работы над проектом начались в июне 1992 года, движение по автомагистрали открылось в мае 1997 года. Общая протяжённость скоростной магистрали составляет 12,5 км, более половины маршрута проложено по землям, отвоёванным у моря, остальная часть пролегает по эстакадам и участкам, срытым от соседних холмов. Съезды с автомагистрали ведут в Диснейленд и город Тунчхун.

## Маршрут № 3 (участки Кхуайчхун и Чхинъи)

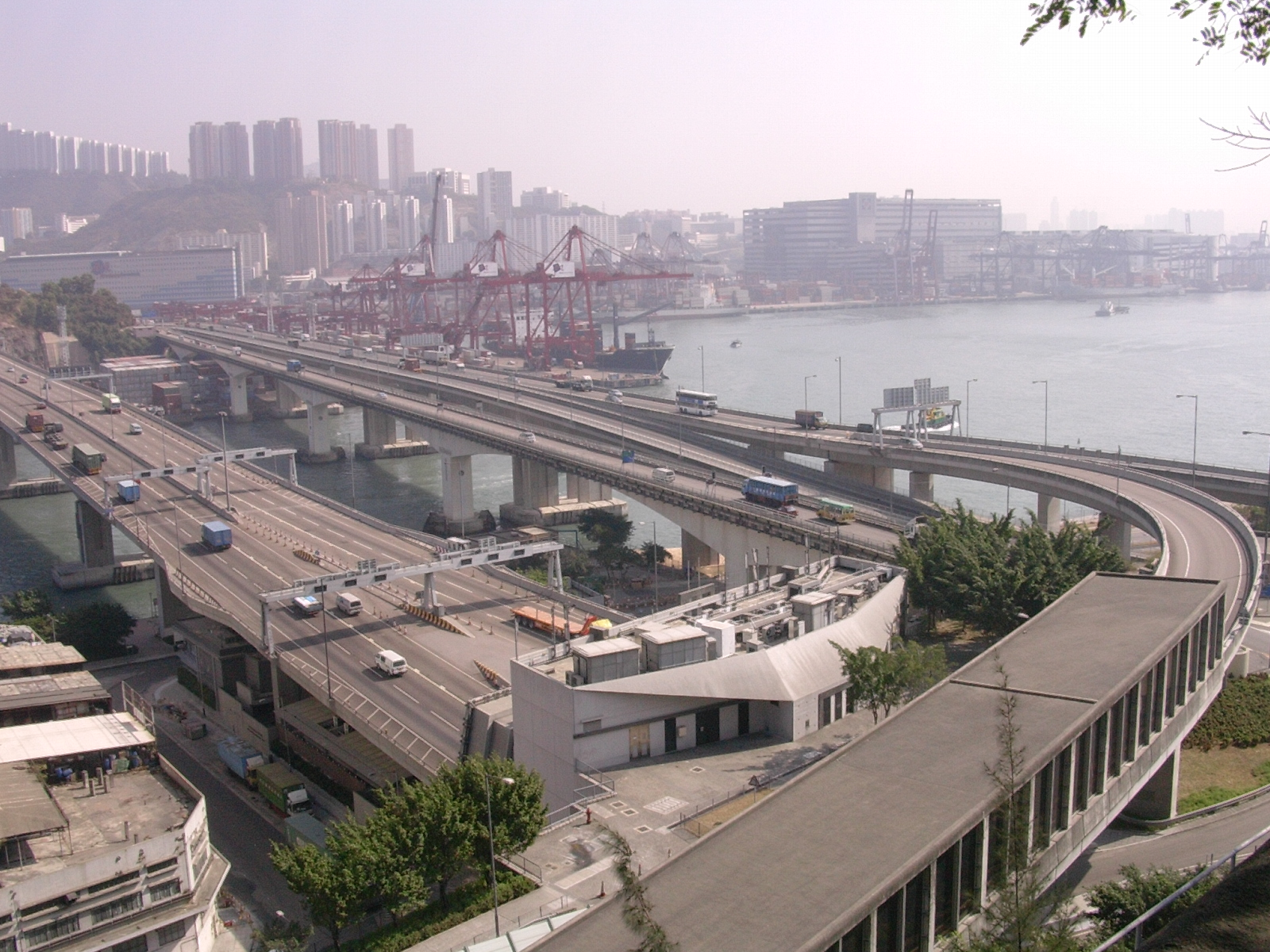
Мосты Чхёнчхин (слева) и Чхинъи (справа)

В рамках «Основной программы аэропорта» в портовой зоне округа Кхуайчхин были созданы два участка маршрута № 3 — участок Чхинъи и участок Кхуайчхун. Участок Чхинъи (Tsing Yi section), открытый для движения в мае 1997 года, включает в свой состав двойной трёхполосный туннель Чхёнчхин (Cheung Tsing Tunnel) длиной 1,6 км, проложенный через остров Чхинъи, и 500-метровый мост Чхёнчхин (Cheung Tsing Bridge) через пролив Рамблер, соединивший остров Чхинъи и полуостров Коулун.
Участок Кхуайчхун (Kwai Chung section) включает в свой состав восьмиполосный виадук Чхинкхуай-хайвэй (Tsing Kwai Highway) длиной 3 км, построенный на высоте 20 метров над землёй (открылся для автомобильного движения в феврале 1997 года). Он соединяет мост Чхёнчхин на северо-западе с автомагистралью Западного Коулуна (West Kowloon Expressway) на юго-востоке и имеет съезды на соседние улицы, по которым осуществляется основной трафик грузов с контейнерных терминалов Гонконгского порта.

## Шоссе в Западном Коулуне

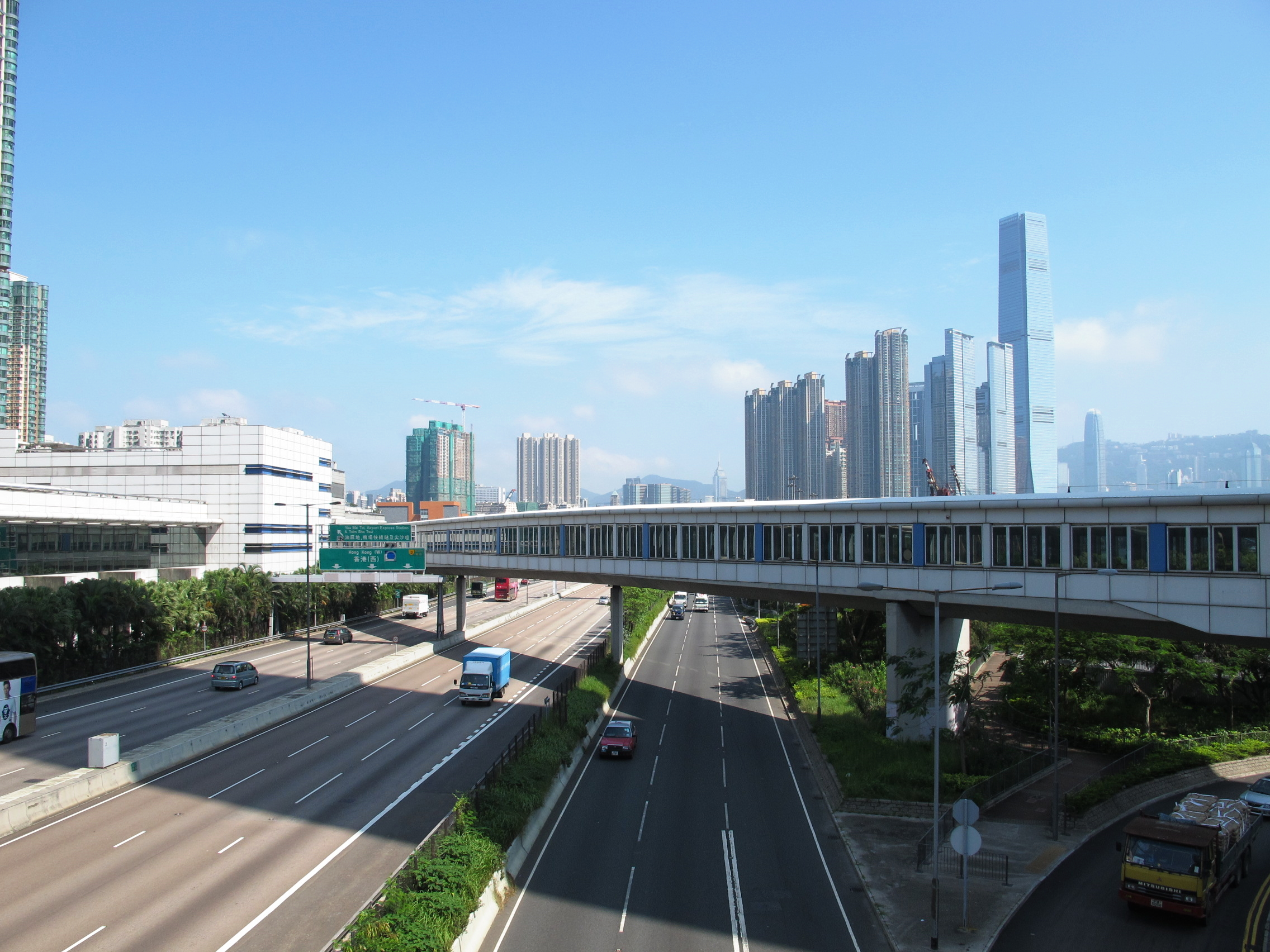
Автомагистраль Западного Коулуна

Скоростная автомагистраль Западного Коулуна (West Kowloon Expressway) длиной 4,2 км была открыта в феврале 1997 года. Она соединяет Чхинкхуай-хайвэй с въездом в туннель Вестерн-харбор-кроссинг. Северная секция автомагистрали Западного Коулуна проходит по виадуку, а южная проложена на уровне земли. Два съезда соединяют магистраль с местной транспортной сетью.

## Расширение земель в Западном Коулуне
Расширение земель в Западном Коулуне (West Kowloon Reclamation) является крупнейшим проектом в Гонконге по отвоёвыванию земель у моря. В ходе масштабных насыпных и намывных работ площадь полуострова Коулун увеличилась на одну треть, а береговая линия отодвинулась в сторону бухты на один километр. Проект обеспечил 334 гектара новых территорий между районами Яуматэй и Лайчикок. Часть этих земель была использована для прокладки транспортной инфраструктуры для нового аэропорта, часть отдана под жилищное строительство, создание государственных объектов, парков и зон отдыха.

## Первая фаза расширения земель в Центральном районе
В ходе первой фазы расширения земель в Центральном районе 20 гектаров были получены в результате перемещения береговой линии за счёт бухты, а ещё шесть гектаров — в результате перестройки на уже имевшихся землях. В ходе масштабных работ между улицами Рамси-стрит и Педдер-стрит береговая линия переместилась на 350 метров. На новых землях была построена конечная станция «Гонконг» железной дороги на аэропорт, а позже — Международный финансовый центр, Центральные паромные пирсы (Central Ferry Piers), автобусная станция и большой променад.

## Первая фаза нового города на Северном Лантау

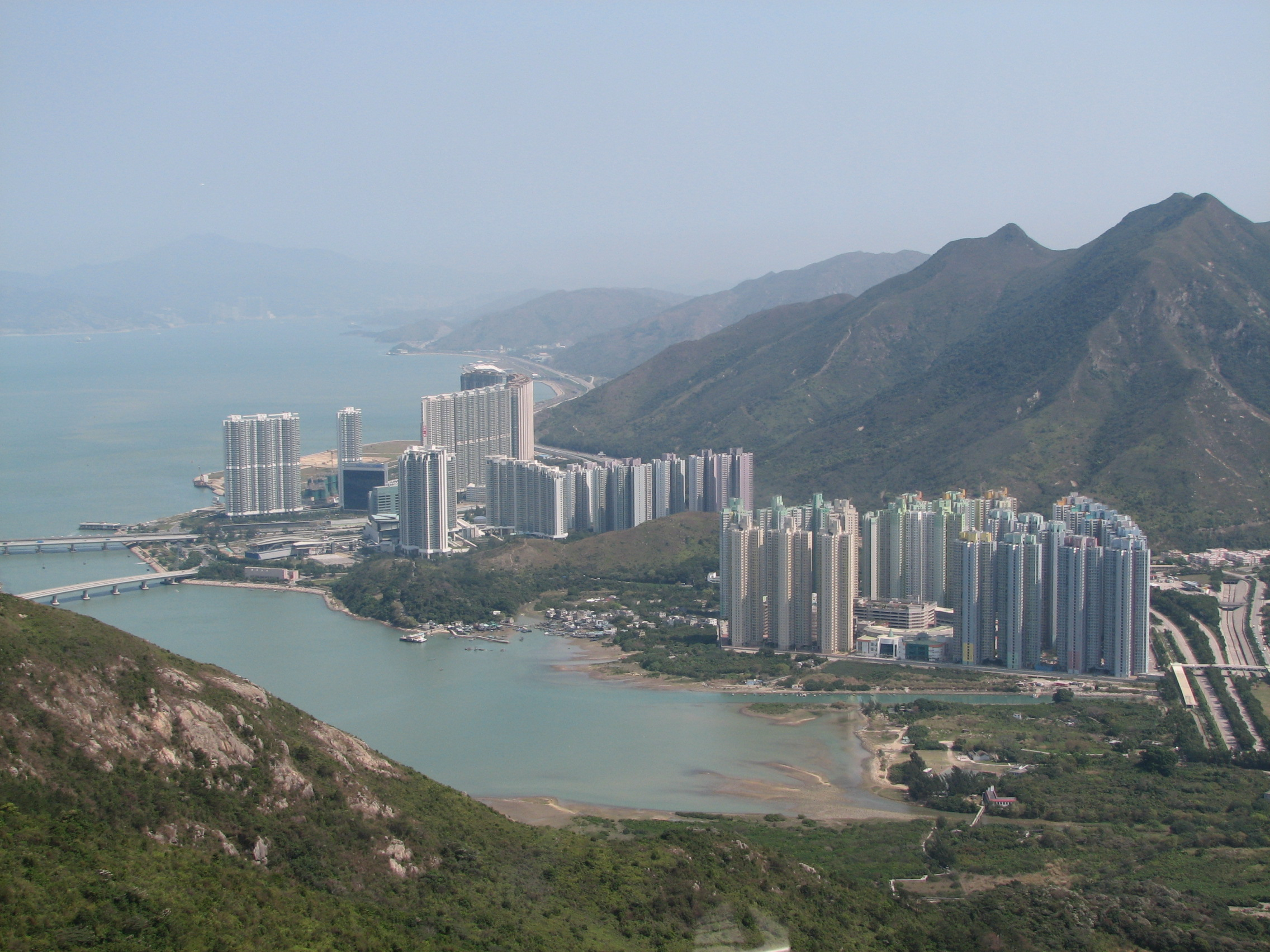
Тунчхун

Первая фаза жилищного строительства в новом городе Тунчхун была готова к заселению во второй половине 1997 года. В первую очередь квартиры в Тунчхуне были рассчитаны на работников аэропорта и авиакомпаний. Изначально общественные (муниципальные) жилые комплексы были запланированы для 15 тыс. человек, ещё 5 тыс. человек планировалось расселить в частных жилых комплексах, построенных в 1998 году.
Тунчхун стал первым городом Гонконга, построенном на Лантау. Основная его часть расположена на землях, отвоёванных у моря. Планировка нового города создавалась с расчётом на гармонию между жилищной застройкой и сельским ландшафтом Северного Лантау.
Последующие фазы жилищного строительства значительно расширили территорию города, а его население к 2011 году превысило 300 тыс. человек. Вокруг железнодорожной станции выросли центральные кварталы с учреждениями торгового, офисного, гостиничного и культурного назначения (в том числе пятиуровневый торговый центр Citygate, автобусная станция Тунчхун и 23-этажный отель Novotel Citygate Hong Kong).
В 1997 году южнее железнодорожной станции Тунчхун появились первые общественные высотные комплексы Fu Tung Estate и Yu Tung Court, жителей которых изначально обслуживали только автобусные маршруты. Летом 1998 года Тунчхун был соединён с остальным Гонконгом одноимённой железнодорожной линией. В 1999 году чуть западнее муниципальных кварталов был построен частный жилой комплекс Tung Chung Crescent, а в 2000 году к северу от станции — большой торговый центр Citygate.